# Šun-i

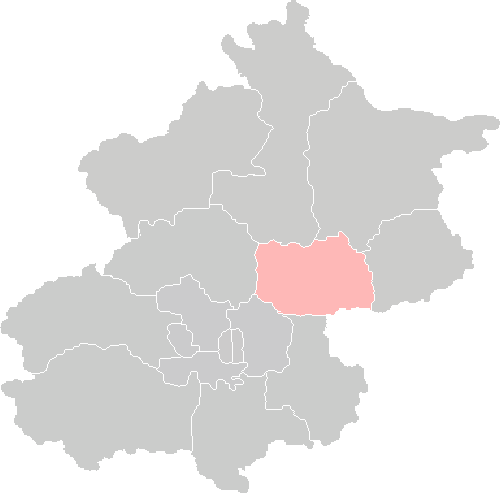
Poloha Šun-i na mapě Pekingu

Obvod Šun-i (čínsky v českém přepisu Šun-i čchü, pchin-jinem Shùnyì Qū, znaky zjednodušené 顺义区, tradiční 順義區) je jeden z městských obvodů Pekingu, hlavního města Čínské lidové republiky. Leží na severovýchod od historického centra tvořeného obvody Tung-čcheng a Si-čcheng, má rozlohu 1020 čtverečních kilometrů a v roce 2000 v něm žilo zhruba 636 tisíc obyvatel.
Uvnitř obvodu Šun-i leží Pekingské letiště, ovšem administrativně je exklávou obvodu Čchao-jang. Také je zde olympijský areál, kde se v rámci olympiády v roce 2008 konaly závody ve veslování a kanoistice.
Do Šun-i zajíždí linka 15 pekingského metra.